# Rhagoletis berberidis
Rhagoletis berberidis là một loài côn trùng thuộc họ tephritid hoặc ruồi giấm thuộc chi Rhagoletis thuộc họ Tephritidae.